# Thysanopyga conigera
Thysanopyga conigera là một loài bướm đêm trong họ Geometridae.